# Adelowalkeria
Adelowalkeria is een geslacht van vlinders uit de familie van de nachtpauwogen (Saturniidae), uit de onderfamilie van de Ceratocampinae. De wetenschappelijke naam en de beschrijving van dit geslacht zijn voor het eerst gepubliceerd in 1941 door Lauro Pereira Travassos.

## Soorten
- Adelowalkeria bezverkhovi Brechlin, 2017
- Adelowalkeria caeca Lemaire, 1969
- Adelowalkeria eugenia (Druce, 1904)
- Adelowalkeria eugenicolombiana Brechlin & Meister, 2011
- Adelowalkeria flavoboliviana Brechlin & Meister, 2011
- Adelowalkeria flavoparvissima Brechlin & Meister, 2011
- Adelowalkeria flavosignata (Walker, 1865)
- Adelowalkeria kitchingi Brechlin & Meister, 2011
- Adelowalkeria plateada (Schaus, 1905)
- Adelowalkeria siriae Brechlin & Meister, 2011
- Adelowalkeria torresi Travassos & May, 1941
- Adelowalkeria tristygma (Boisduval, 1872)
- Adelowalkeria vanschaycki Brechlin & Meister, 2011
- Adelowalkeria winbrechlini Brechlin, 2017
- Adelowalkeria witti Brechlin & Meister, 2011